# Enhydritherium
Enhydritherium terraenovae è una specie estinta di lontra vissuta tra il Miocene e il Pliocene, circa 9,1-4,9 milioni di anni fa. I suoi resti fossili sono stati rinvenuti in depositi marini e costieri in Florida e California. Tuttavia, recenti ritrovamenti in Messico indicano che l'animale poteva anche attraversare l'entroterra attraverso corridoi d'acqua dolce.

## Descrizione
Enhydritherium aveva dimensioni simili all'attuale lontra marina (Enhydra lutris), con un peso stimato intorno ai 22 kg. Presentava caratteristiche craniche e dentali distintive, tra cui premolari e molari adattati a una dieta in parte basata su prede dure come pesci e crostacei. Le sue zampe erano ben adattate al nuoto, ma probabilmente conservava una certa abilità nel muoversi sulla terraferma.
L’analisi dei fossili di Enhydritherium indica ulteriori adattamenti distintivi:
- Canini inferiori ridotti rispetto ai superiori
- Premolari larghi e robusti con protocono posizionato posteriormente
- Molari con cuspidi espanse e talonide ampio
- Cresta nucale alta e robusta, indicativa di potenti muscoli del collo
- Processi mastoidei allungati e robusti
- Zampe anteriori specializzate per il nuoto, con una struttura simile a quella delle lontre piscivore attuali

Queste caratteristiche suggeriscono che Enhydritherium fosse meno specializzato per la predazione di molluschi rispetto a Enhydra lutris e probabilmente si affidasse maggiormente alla cattura di pesci di grandi dimensioni. I potenti muscoli del collo potrebbero aver aiutato l'animale a gestire prede resistenti e in movimento.

## Classificazione e tassonomia
Il genere Enhydritherium è stato descritto per la prima volta da Berta e Morgan nel 1985 sulla base di resti fossili rinvenuti nella miniera di fosfati di Palmetto in Florida, appartenenti alla Formazione Bone Valley. Studi cladistici suggeriscono che Enhydritherium appartenga a una linea evolutiva distinta rispetto ad altri grandi mustelidi del tardo Terziario classificati nel genere Enhydriodon. Inizialmente al genere Enhydritherium vennero attribuite due specie: E. terraenovae ed E. lluecai, scoperta nel Turoliano della Spagna. Successivamente questa classificazione è stata abbandonata, ed E. lluecai è stata riattribuita al genere Enhydriodon.

## Distribuzione fossile
Fossili di Enhydritherium terraenovae sono stati rinvenuti in otto siti della Florida e tre siti della California. Nel 2017, un frammento di mandibola è stato scoperto nel Bacino di Juchipila, nello stato di Zacatecas, Messico, a circa 200 km dalla costa pacifica moderna e 600 km dal Golfo del Messico. Questo ritrovamento suggerisce che l’animale abbia attraversato l’entroterra nordamericano utilizzando corridoi fluviali d’acqua dolce, fornendo un possibile collegamento tra le popolazioni di Enhydritherium in Florida e California.

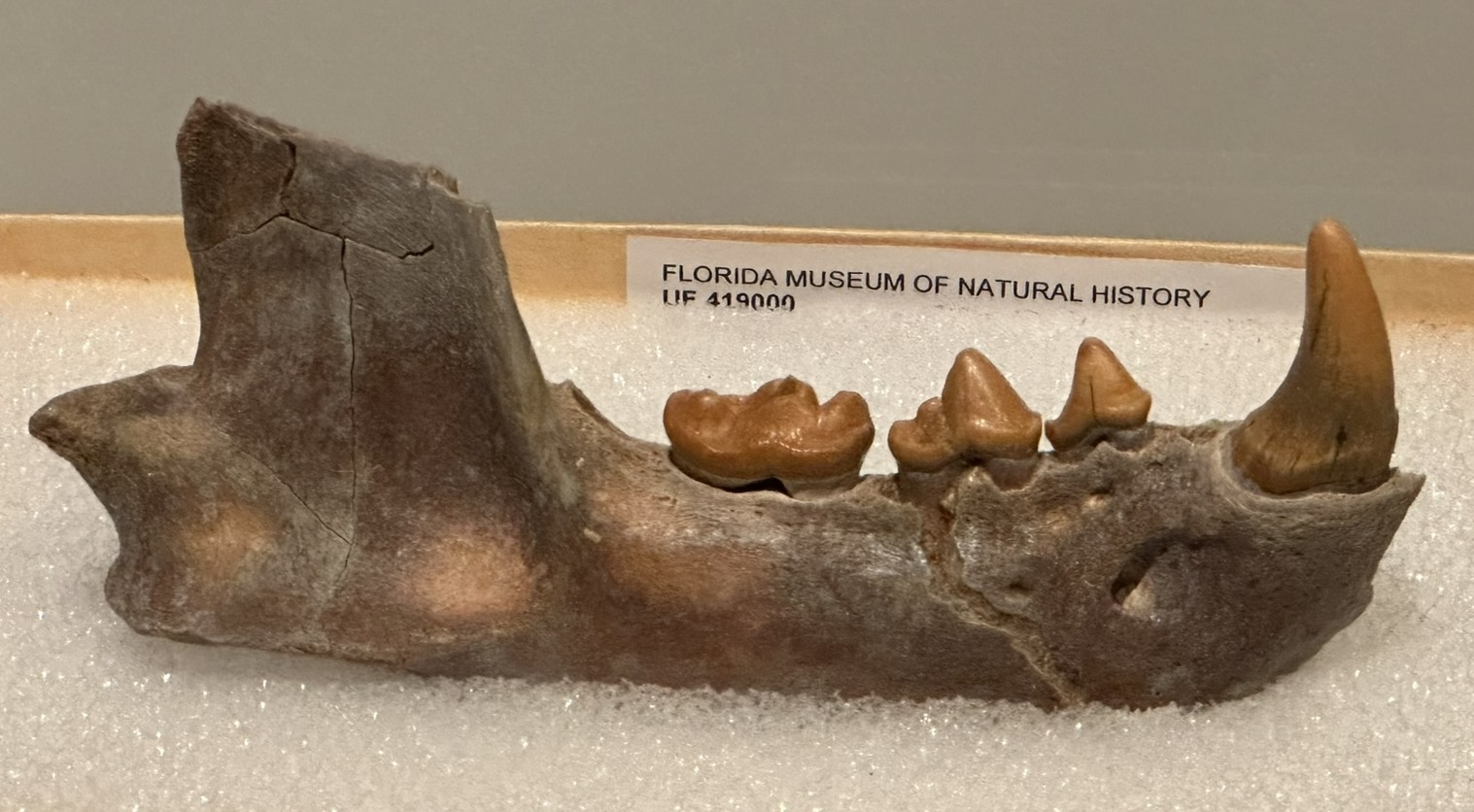
Mandibola di Enhydritherium terranovae

## Paleoecologia
Storicamente, Enhydritherium è stato considerato un animale strettamente marino, simile alla lontra marina moderna (Enhydra lutris). Tuttavia, la scoperta di fossili in ambienti terrestri distanti dalla costa suggerisce che fosse un generalista ambientale, capace di vivere sia in ambienti marini costieri che in fiumi e laghi dell’entroterra. La sua morfologia suggerisce una dieta prevalentemente carnivora, con preferenza per pesci e crostacei, sebbene possa aver incluso anche altri piccoli vertebrati acquatici.